# Madeleine Moreau
Marie-Madeleine Cécile Moreau Murat (Hanoi, 1º maggio 1928 – Chuelles, 10 giugno 1995) è stata una tuffatrice francese.

## Biografia
È nata ad Hanoi all'epoca capitale dell'Indocina francese.
Ha rappresentato la Francia ai Giochi olimpici di Londra 1948 giungendo settima nel concorso del trampolino 3 metri.
Ai Giochi olimpici di Helsinki 1952 ha vinto la medaglia d'argento nel concorso dei tuffi dal trampolino 3 metri, concludendo la gara alle spalle della statunitense Patricia McCormick.
Le è stato attribuito il titolo di Gloire du sport nel 2005.

## Palmarès
- Giochi olimpici

Helsinki 1952: argento nel trampolino 3 m;
- Campionati europei di nuoto

Monte Carlo 1947: oro nel trampolino 3 m;
Vienna 1950: oro nel trampolino 3 m;